# Centro Regional Buenos Aires Norte (INTA)

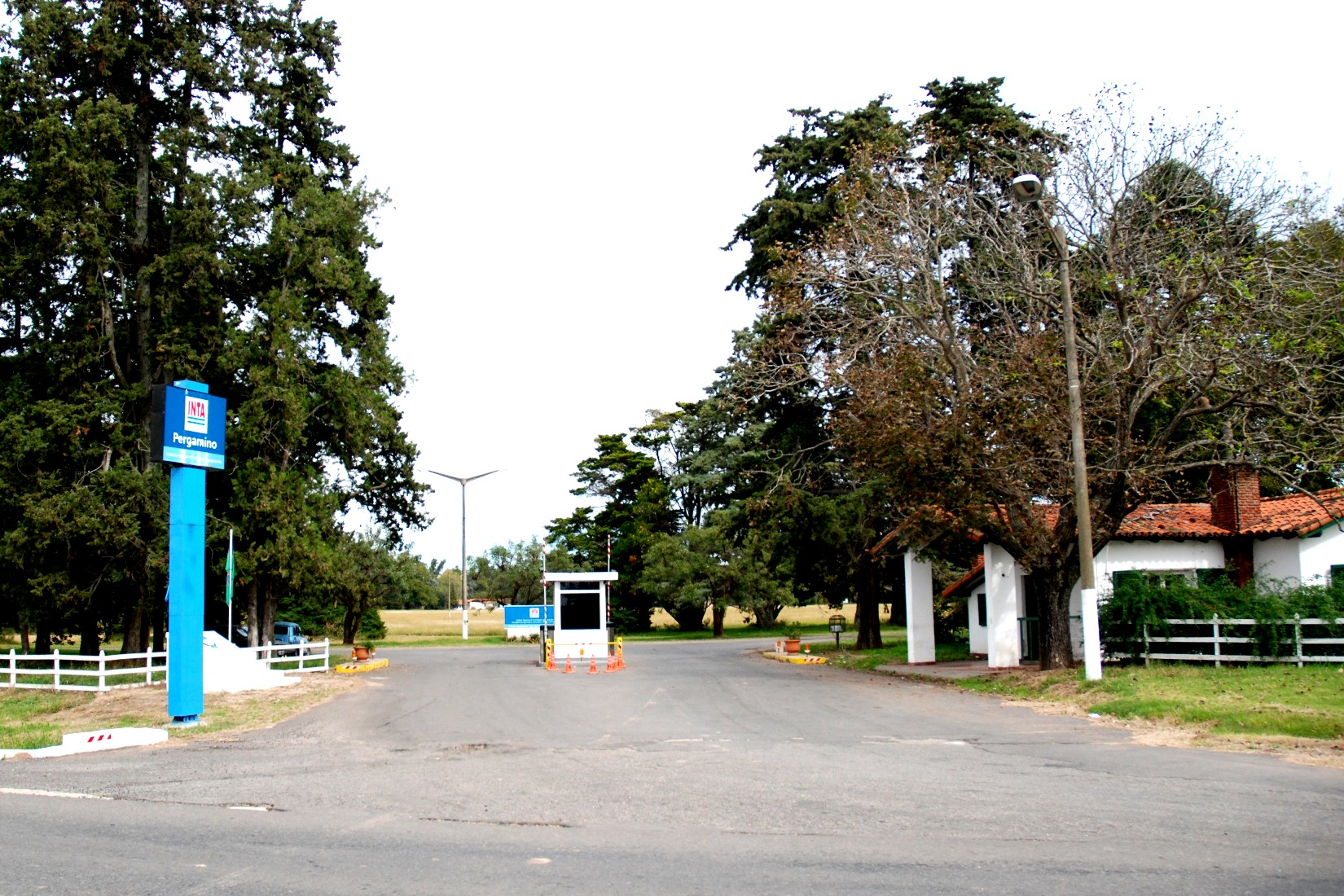
Entrada a la Estación Experimental Pergamino.

El Centro Regional Buenos Aires Norte es una de las divisiones administrativas del Instituto Nacional de Tecnología Agropecuaria (INTA) de Argentina. Tiene su base en la ciudad de Pergamino, en el norte de la provincia de Buenos Aires, y su territorio abarca una amplia superficie que se extiende al norte de una línea imaginaria trazada entre los partidos de Trenque Lauquen al oeste y Berisso al este.

## Estaciones Experimentales Agropecuarias
El centro regional cuenta con 4 estaciones experimentales agropecuarias, ubicadas en su zona de influencia:
| Estación Experimental Agropecuaria | Localidad        | Provincia    |
| ---------------------------------- | ---------------- | ------------ |
| Delta del Paraná                   | Campana          | Buenos Aires |
| Pergamino                          | Pergamino        | Buenos Aires |
| San Pedro                          | San Pedro        | Buenos Aires |
| General Villegas                   | General Villegas | Buenos Aires |

### EEA Pergamino

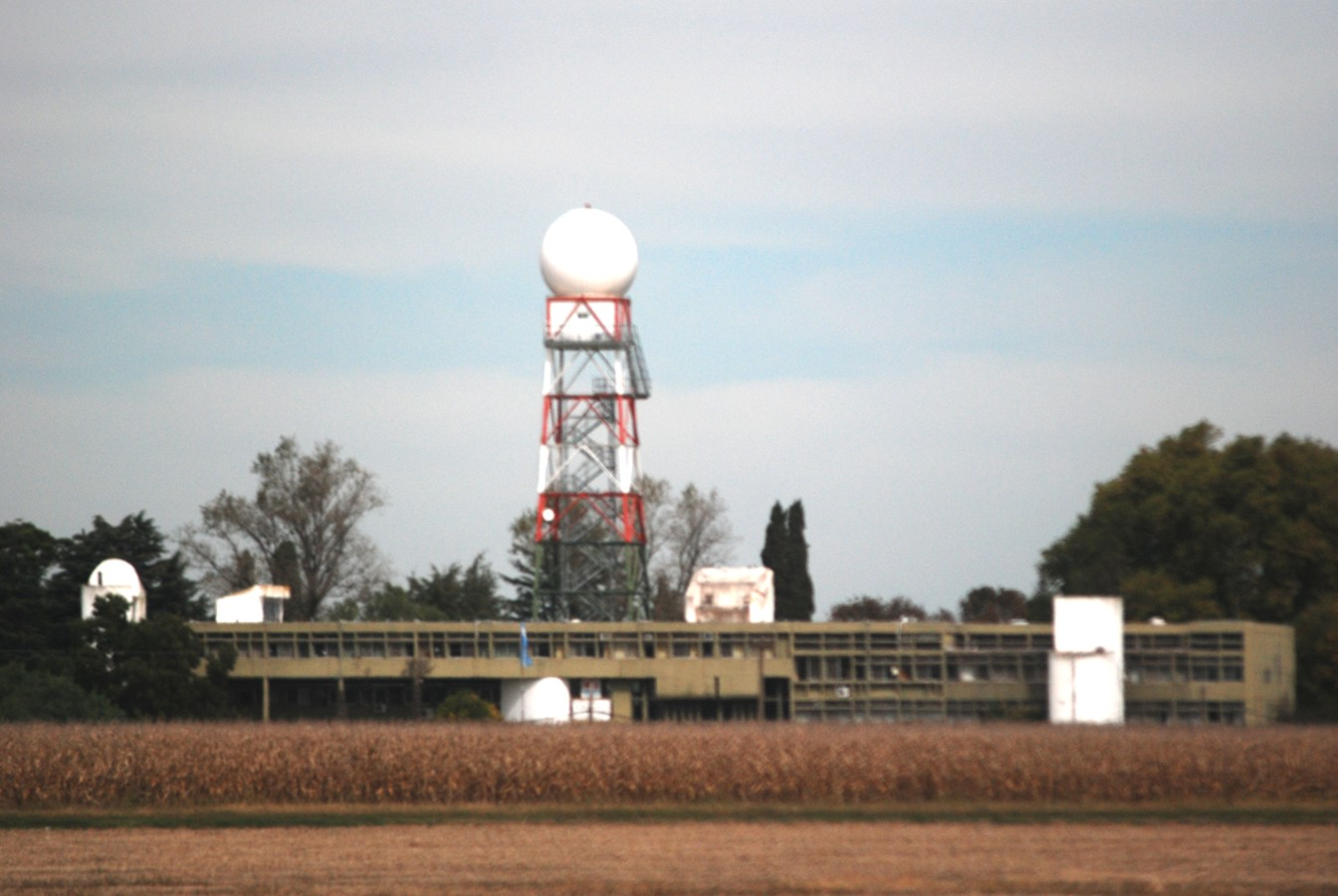
Radar meteorológico ubicado en la Estación Experimental Pergamino.

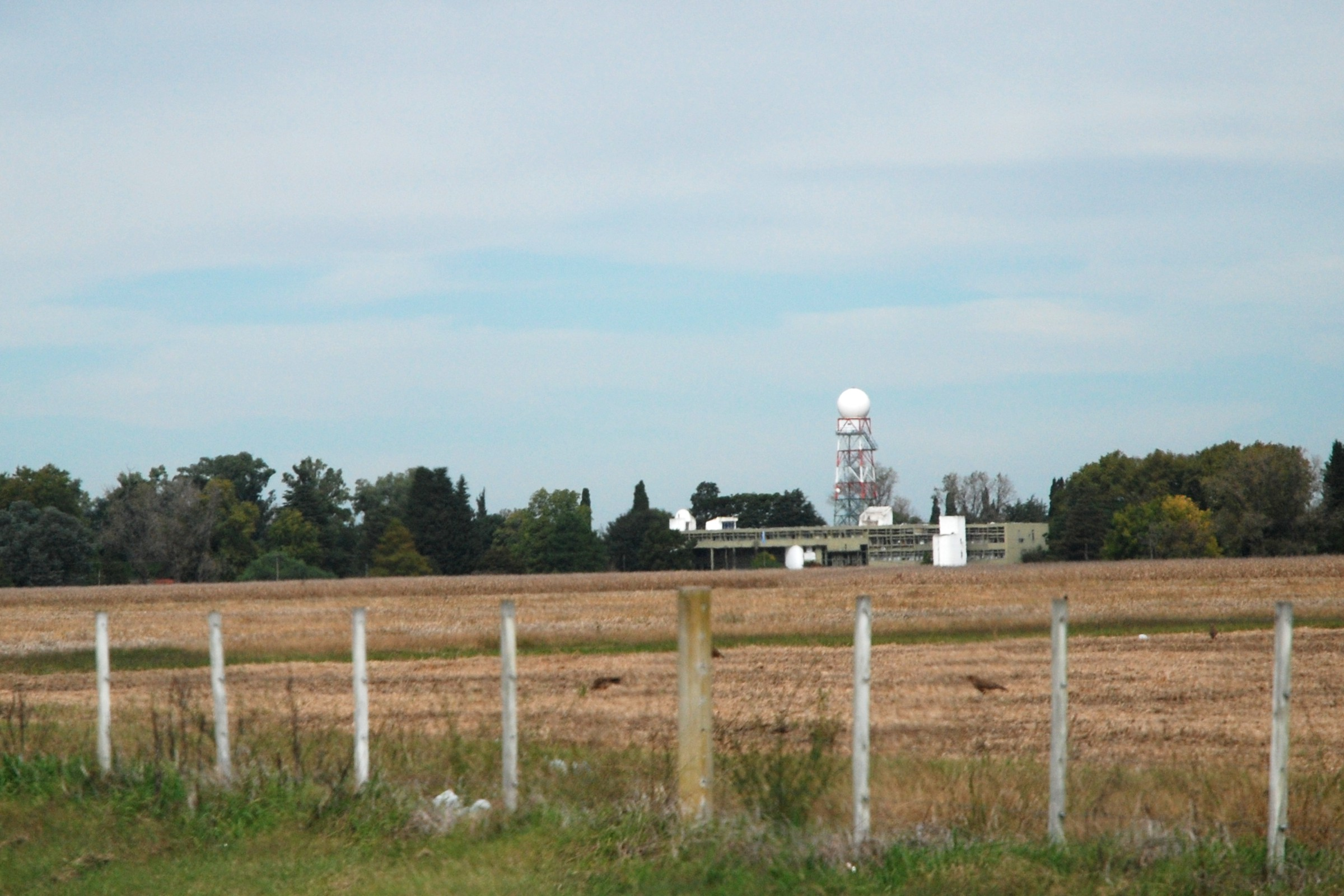
La Estación Experimental Pergamino, vista desde la ruta provincial 32.

Posee un área de influencia que abarca 44 partidos de la provincia de Buenos Aires, con un total de 6,7 millones de hectáreas. Las capacidades y trayectoria de la EEA Pergamino son consideradas a nivel nacional como una de las unidades de referencia en recursos genéticos y biotecnología, gestión ambiental, agroclimatología y agroindustria, especialmente para las cadenas de cereales (maíz y trigo) y oleaginosas (girasol).
La unidad se basa en tres pilares principales generando tecnologías en:
- Recursos genéticos y mejoramiento de cereales, oleaginosas y forrajeras templadas.
- Producción animal: genética y nutrición de cerdos, nutrición de aves y evaluación de cultivares forrajeros.
- Producción vegetal: ecofisiología y manejo de cultivos, protección vegetal, suelos y fertilización de cereales y oleaginosas, con énfasis en gestión ambiental y sustentabilidad de suelos y aguas.

Adicionalmente dispone de una completa infraestructura de laboratorios de suelos, semillas, tecnología de granos, nutrición animal y biotecnología, que asisten también a los proyectos de investigación y a empresas participantes del Parque de Innovación Tecnológica (PIT) del INTA Pergamino.